# Tinea taedia
Tinea taedia är en fjärilsart som beskrevs av László Anthony Gozmány. Tinea taedia ingår i släktet Tinea och familjen äkta malar. Inga underarter finns listade i Catalogue of Life.